# Труа-Фонтан (аббатство)

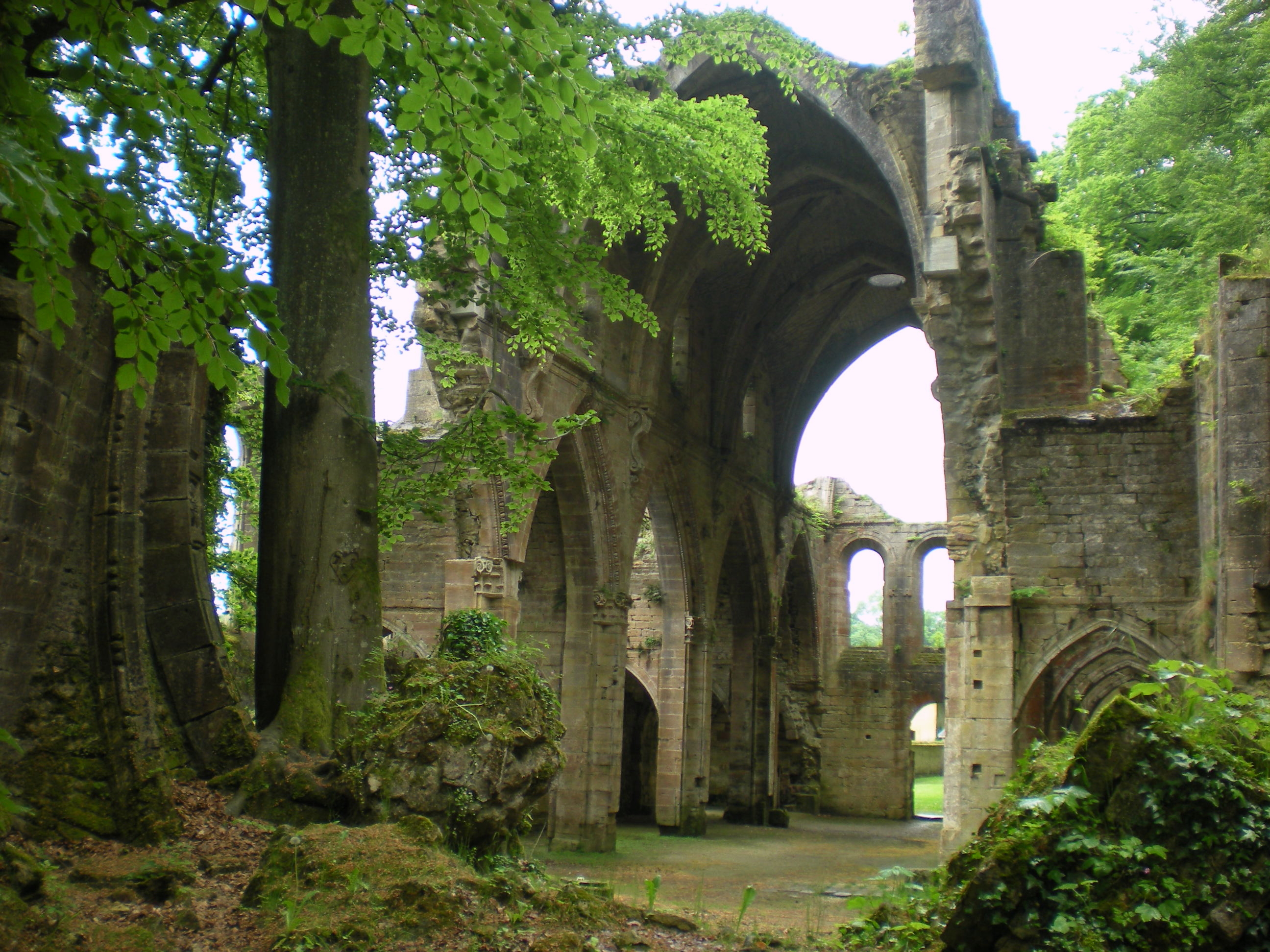
Руины церкви аббатства

Аббатство Святой Марии Труа-Фонтан (фр. Abbaye de Sainte-Marie des Trois-Fontaines), также аббатство Труа-Фонтен — цистерцианское аббатство, располагающееся на территории нынешней коммуны Труа-Фонтан-л’Аббеи во французском департаменте Марна исторической провинции Шампань.

## История
Аббатство стало первой дочерней резиденцией, основанной аббатством Клерво, одним из четырёх первых цистерцианских аббатств, и было заложено к северу от реки Марна в Сен-Дизье Бернардом Клервоским в 1118 году на нетронутым человеком лесном массиве, названном Хю де Витры, которые монахи осушали. Новое аббатство стало крупным религиозным сообществом, включающим в себя около 130 монахов.
Оно стало вести активную деятельность в первый век своего существования и сыграло большую роль в основании следующих аббатств:
- Лахаладское аббатство (1127)
- Орвальское аббатство в Бельгии (1132)
- Аббатство Верхний Фонтан (1136)
- Аббатство Чеминон (1138)
- Аббатство Шатийон (1142)
- Аббатство Месям-ан-Аргонн (1144)
- Сентготтхардское аббатство в Венгрии (1183)
- Аббатство Белин Студенац, Белафонс, Воеводина, Сербия (1234)

Хронист Альберик из Труа-Фонтена, который в своей летописи охватывает исторические события с 674 по 1241 годов, был здесь монахом.
Изолированный участок аббатства защищал его от вооруженного нападения. Однако он попал в руки коммендаторских аббатов в 1536 году. Между 1716 и 1741 годами настоятелем был Пьер Герен де Тансен, французский посол в Риме, который стал кардиналом в 1739 году. Он восстановил аббатство, возместив ущерб, причиненный пожаром в 1703 году. В 1790 году оно было распущено, а его помещения в значительной степени снесены ради получения строительных материалов.

## Строения аббатства
Монументальные ворота датируются перестройкой XVIII века. Они имеют вогнутый фасад с четырьмя очень большими пилястрами с коринфскими ордерами и поддерживает террасу, окруженную балюстрадой. За внутренним двором стоят дальние ворота с гербом и зданием в стиле периода правления Людовика XV.
Впечатляющие руины — это все, что осталось от церкви аббатства, построенной между 1160 и 1190 годами, первоначально около 70 метров в длину и 40 метров в ширину через трансепт, по крестообразному плану. На портале доминируют три больших окна с круглыми арками. Нижняя часть объемного большого окна-розы сохранилась, заполняющая почти всю ширину западного фронта. Первые три нефа заметно шире остальных. Первый свод был утрачен, но ещё три свода остались, опирающиеся на массивные консоли. Своды следующих трех отсеков рухнули в XIX веке. Боковые проходы имеют цилиндрический свод и отделены от нефа остроконечными арками. Между 1785 и 1789 годами прямоугольный хор и трансепт с тремя часовнями обветшали почти до точки коллапса и были заменены полукруглым окончанием на восточной стороне трансепта.
Сегодня романская и раннеготическая церковь аббатства представляет собой живописные руины. В хозяйственных постройках разместился музей велосипедов.

## Галерея

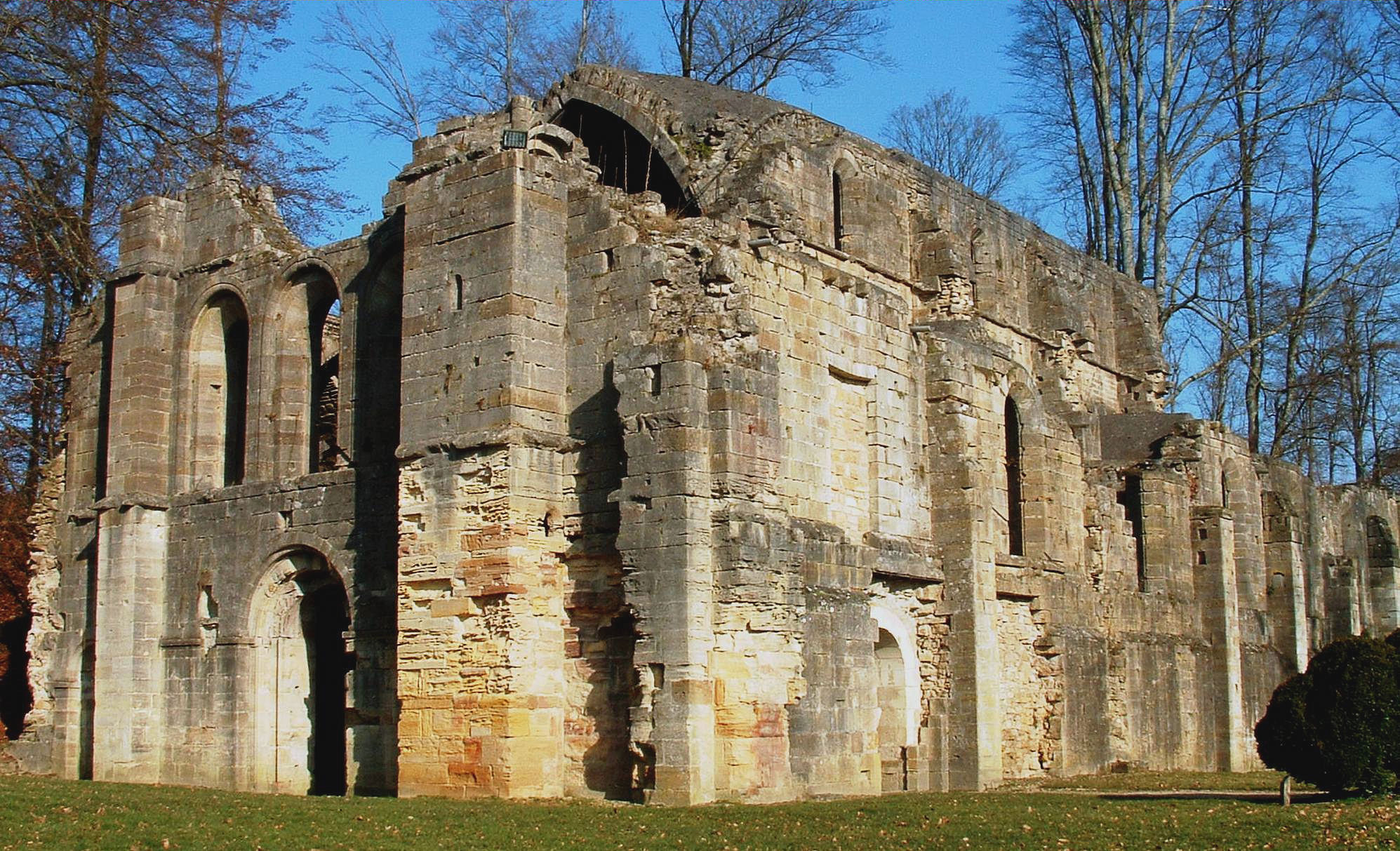
Руины аббатства
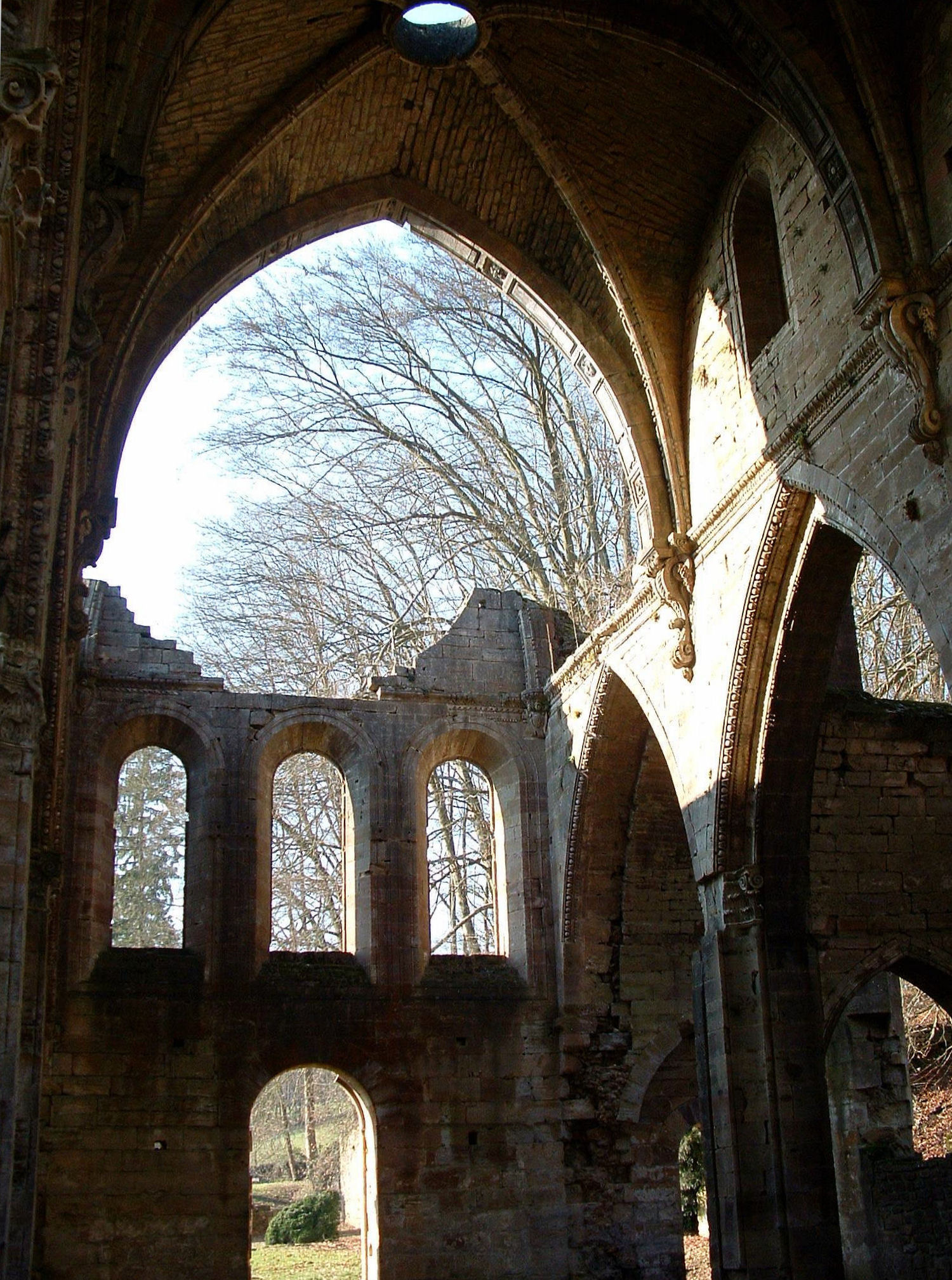
Неф церкви
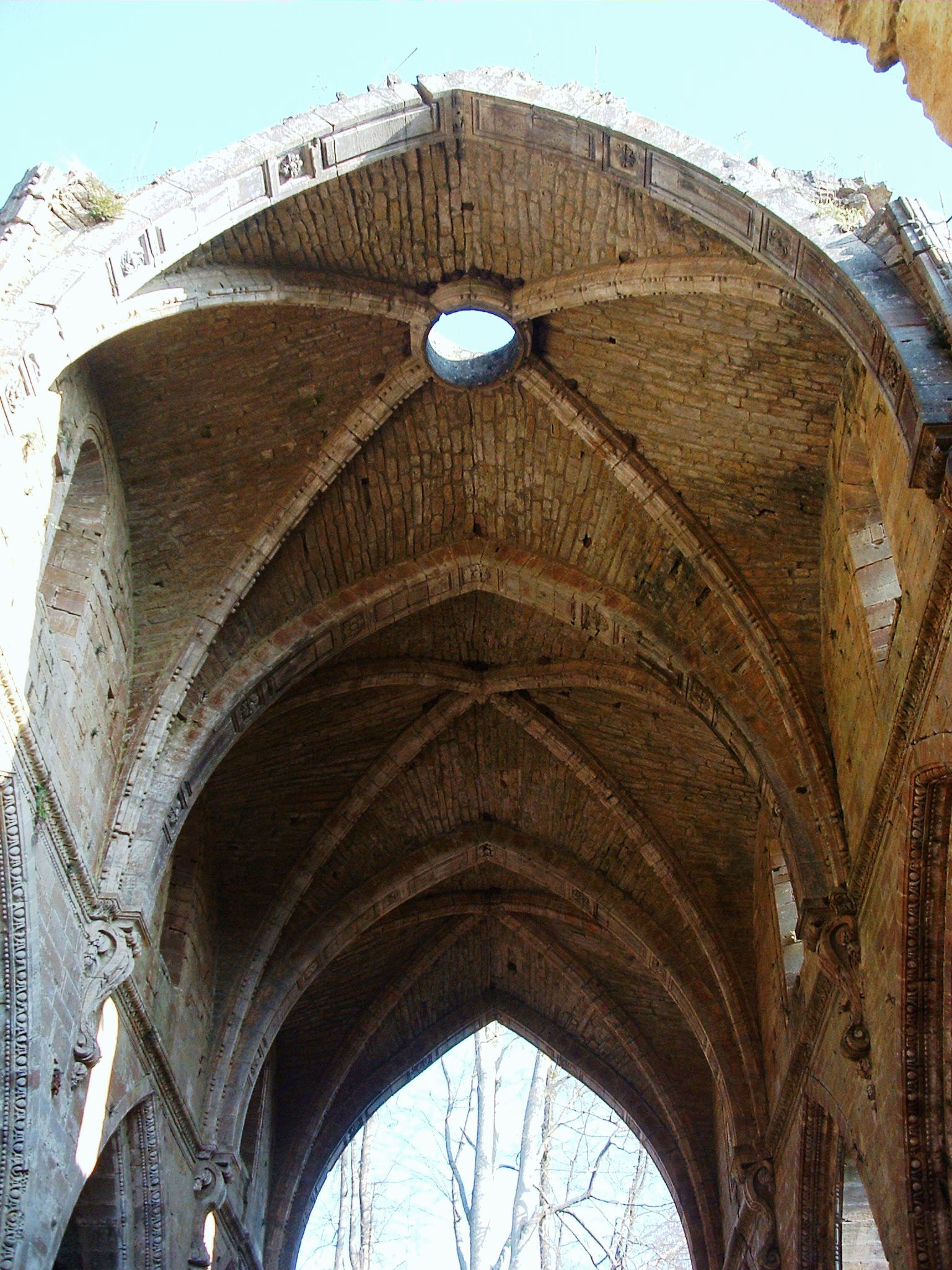
Свод
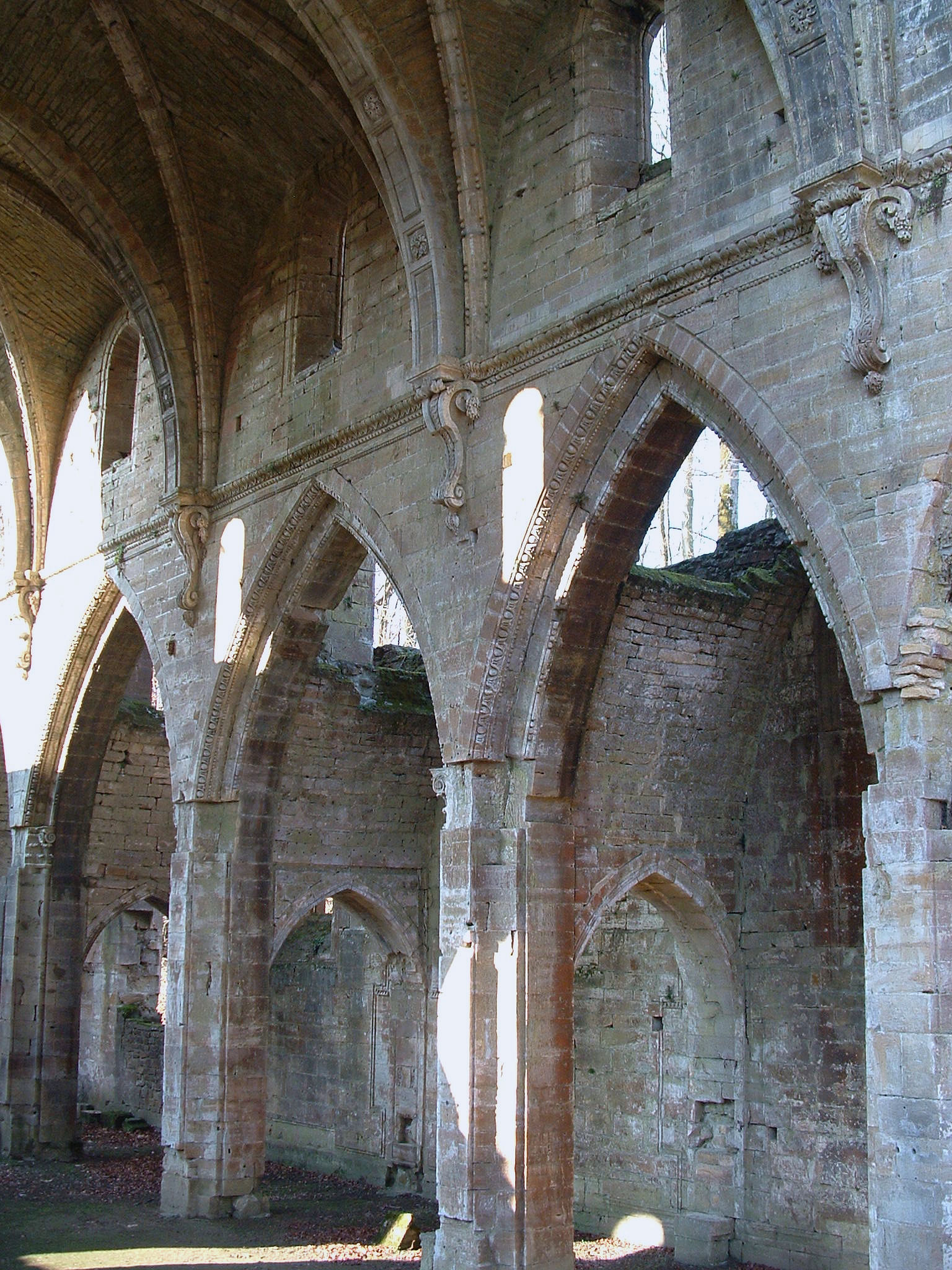
Высокие нефы в поперечных проходах
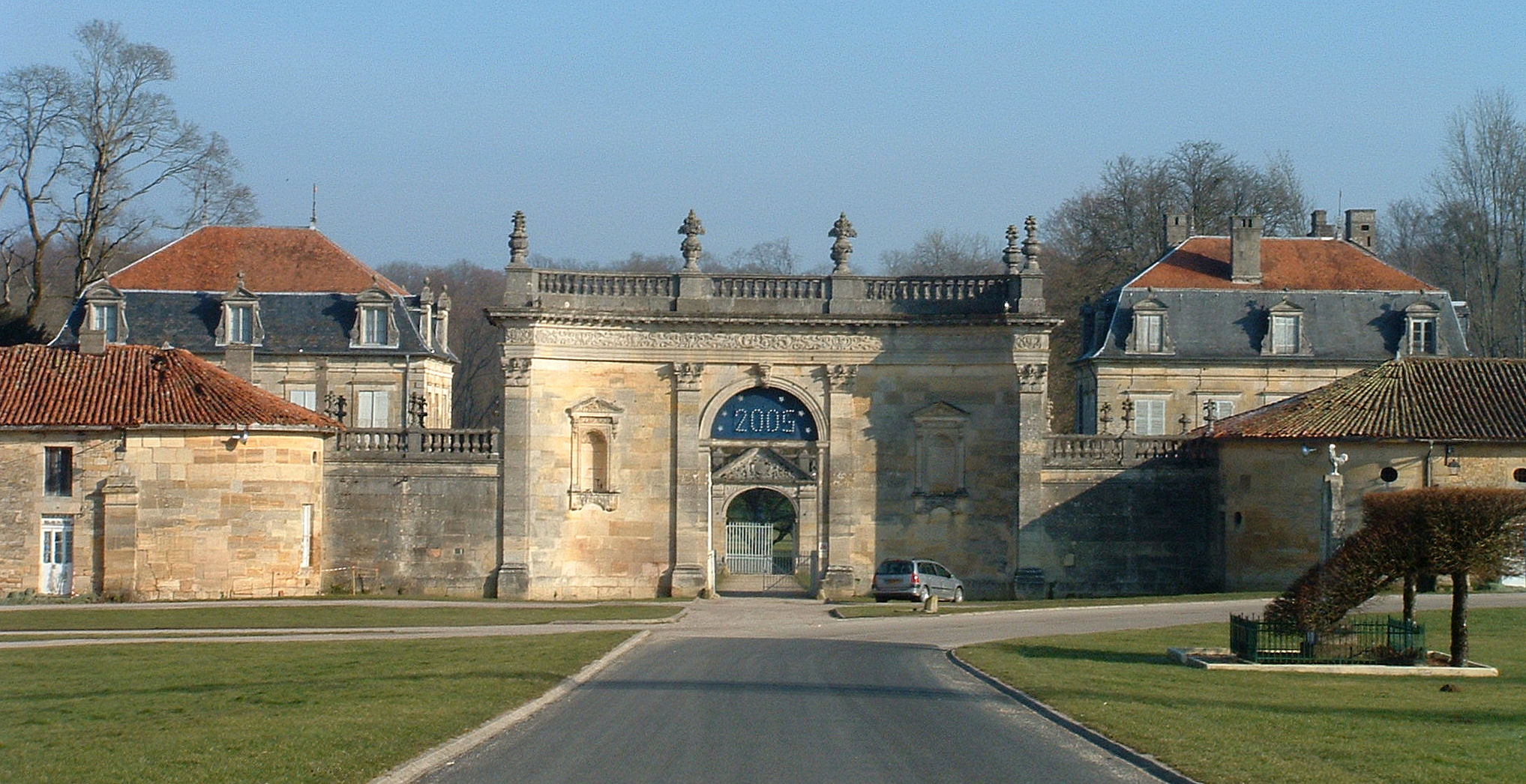
Вход в аббатство
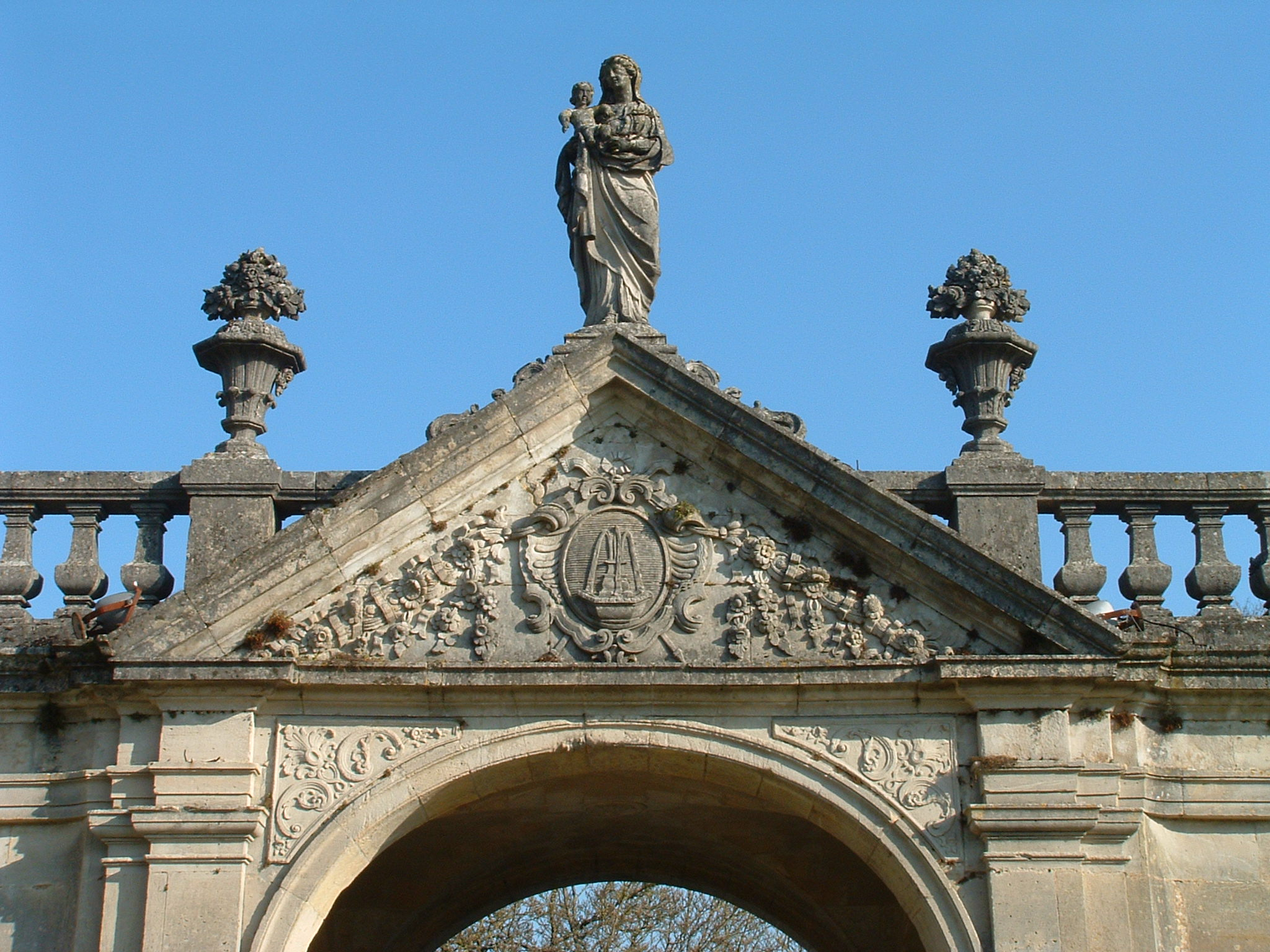
Входной фронтон
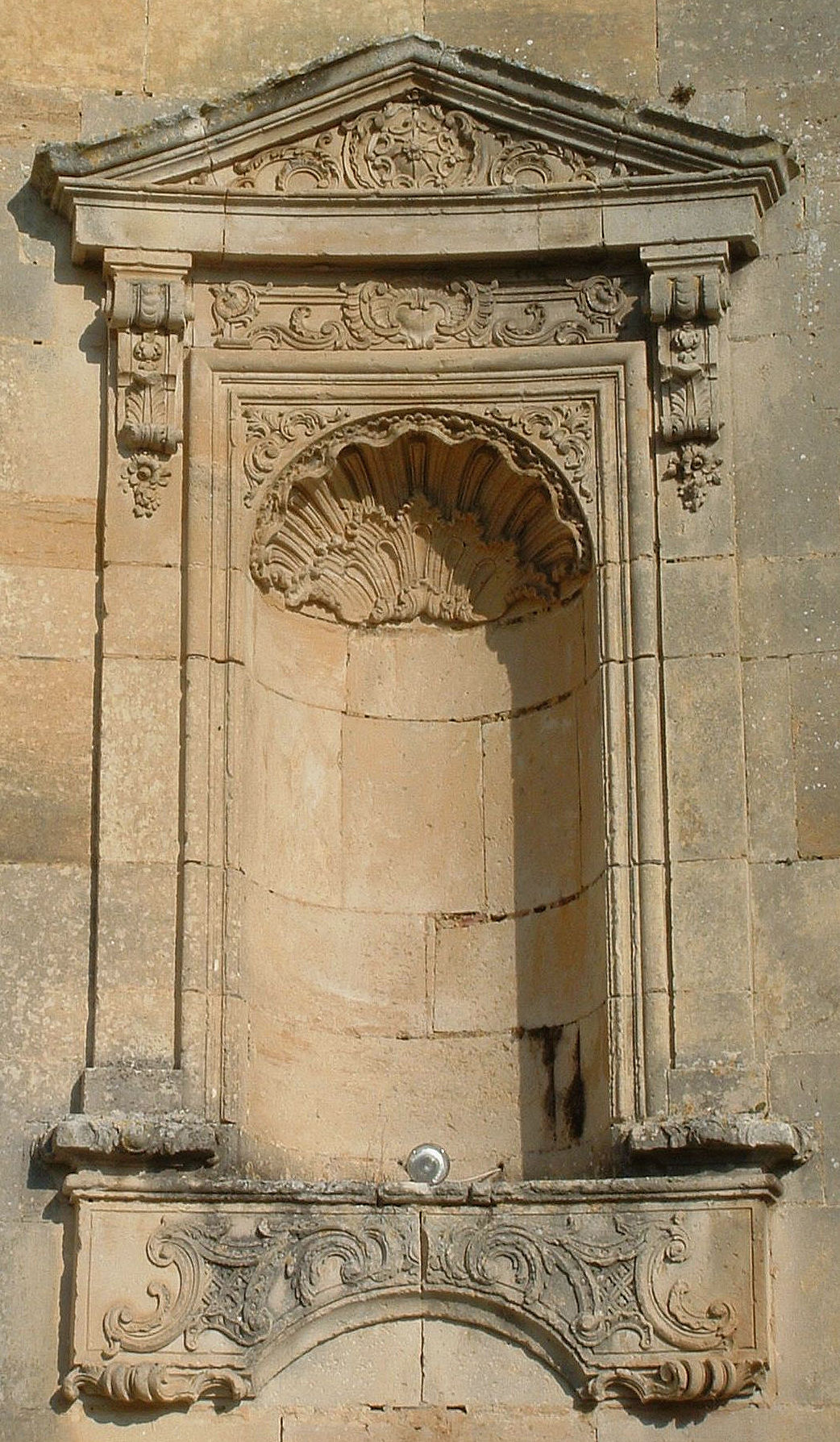
Фигура на декорированном здании аббатства
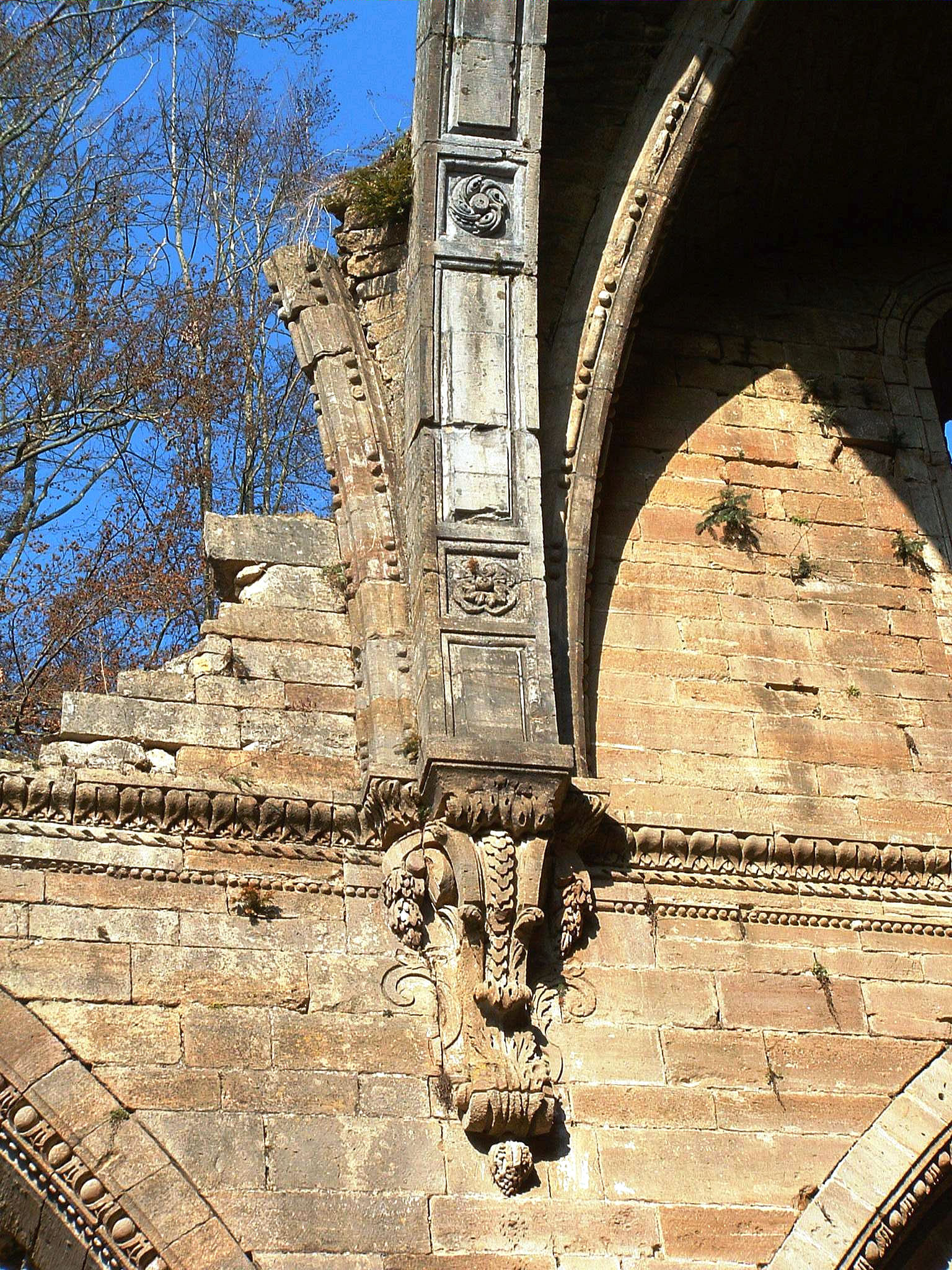
Восстановленные между 1786 и 1789 годами элементы церкви